# Парламентські вибори в Японії 2017
Парламентські вибори в Японії (яп. 第48回衆議院議員総選挙) — це дострокові загальні парламентські вибори, що проходили 22 жовтня 2017 року в Японії. Голосування було організовано в 289 одномандатних округах між одинадцятьма політичними блоками за пропорційною системою для обрання всіх 465 членів (зменшилось із 475)  Палати представників.
Згідно статті 70 Конституції Японії незабаром пройдуть вибори 707 депутатів нижньої палати (Сейму Японії), а потім буде обрано Прем'єр-міністра та призначення нового Кабінету Міністрів Японії.

## Причини дострокових виборів
Термін повноважень чинного скликання  Палати представників закінчується в грудні 2017 року, але прем'єр-міністр Сіндзо Абе 28 вересня 2017 року розпустив нижню палату парламент у зв'язку із загостренням  корейської кризи.
Опозиція ж прийшла до думки, що таким чином японський прем'єр хоче уникнути розгляду можливої його причетності до махінацій навколо освітніх організацій «Морітомо Гакуен» і «Каке Гакуен».

## Особливості
У червні 2015 року було внесено зміни до Закону про вибори з метою пониження віку голосування з 20 до 18 років.

## Учасники виборів
| Партія | Партія    | Перед виборами | Зараз | PR  | Разом |
| ------ | --------- | -------------- | ----- | --- | ----- |
|        | LDP       | 284            | 277   | 313 | 332   |
|        | Кібо      | 57             | 198   | 234 | 235   |
|        | Комейто   | 34             | 9     | 44  | 53    |
|        | JCP       | 21             | 206   | 65  | 243   |
|        | CDP       | 15             | 63    | 77  | 78    |
|        | Ishin     | 14             | 47    | 52  | 52    |
|        | SDP       | 2              | 19    | 21  | 21    |
|        | Kokoro    | 0              | 0     | 2   | 2     |
|        | Інші      | 0              | 44    | 47  | 91    |
|        | Незалежні | 39             | 73    | –   | 73    |
| РАЗОМ  | РАЗОМ     | 472            | 936   | 855 | 1,180 |

## Результати

### Екзит-поли
За попередніми даними екзит-полів при владі залишиться консервативна коаліція у складі Ліберально-демократичної партії (ЛДП) та партії «Нова Комейто». Вони разом отримують дві третини місць або 311 з 465 — у нижній палаті парламенту Японії.
Від так, 63-річний Сіндзо Абе вже в четверте поспіль буде очолювати уряд. У такому разі він стане прем'єр-міністром, який найдовше перебував при владі в Японії.